# Lama Itigilov
Daši-Doržo Itigelov (1852 – 1927) è stato un monaco buddhista russo di etnia buriata.
È noto oggigiorno soprattutto per lo stato realistico della conservazione del suo corpo, che non sembra essere soggetto a decadenza né a deterioramento. Fu una figura importante nel mondo religioso russo prima della Rivoluzione d'ottobre e l'abate del monastero d'Ivolginsk nella steppa Buryata, dove oggi è esposta la sua mummia, sette giorni all'anno, dal 2002.

## Biografia
Itighelov nacque nel 1852 in Buriazia e cominciò la sua educazione religiosa all'età di 16 anni. Studio' alla Datsan Anninsky (un'università buddista in Buriazia, oggi in rovina), dove ottenne laurea in medicina e filosofia. Durante questo periodo scrisse un'enciclopedia di farmacologia.
Nel 1911, fu nominato 12° Pandido Khambo Lama (leader spirituale dei buddhisti russi). La sua nomina inaugura un periodo di risveglio buddhista, tra i Buriati .
Tra il 1913 e 1917, Itighelov è una figura importante nella vita spirituale della Russia imperiale. Prese parte alle celebrazioni del Tricentenario della Camera dei Romanov e apri' il Gunzechoyney Datsan, primo tempio buddhista a San Pietroburgo e in Europa. Il 19 marzo 1917, lo zar lo decora con l'Ordine di San Stanislao.
Durante la prima guerra mondiale Itighelov presiede alla società dei "Fratelli Buriati", un'organizzazione volta ad aiutare l'esercito russo con del denaro, dei viveri, degli indumenti e medicinali. Ciò permette anche l'installazione di ospedali dove dei medici-Lama potessero fornire assistenza ai soldati feriti. Viene decorato con l'Ordine di Sant'Anna per questa sua opera caritativa.
Nel 1926, Itighelov consiglia ai suoi monaci di lasciare la Russia, dal momento che "l'insegnamento rosso" era dappertutto; tuttavia, da parte sua, egli scelse di restare.
Un anno dopo, all'età di 75 anni, sentendo avvicinarsi la propria morte chiese ai lama di effettuare delle sessioni di meditazione e dei riti funerari, ma questi si rifiutarono, poiché egli era ancora in vita. Cosicché, egli cominciò a meditare da solo. Altri lama si unirono a lui e ben presto cessò di vivere .

## Testamento
Itighelov ha lasciato un testamento chiedendo di essere sepolto com'era al momento della sua morte: seduto nella posizione del loto.
Secondo i suoi desideri, il suo corpo è ora in una cassa di pino sepolta in un bumkhan (cimitero riservato ai lama) della località di Khukhe-Zurkhen.
Una delle clausole stabiliva che volesse essere riesumato parecchi anni dopo la sua morte da altri monaci, ed è interpretata dai credenti come una precognizione di incorruttibilità del proprio corpo.

## Condizione incorrotta del corpo
Nel 1955 e nel 1973, i suoi resti furono esaminati dai monaci che rimasero sorpresi dal constatare che essi apparivano privi di segni di deterioramento fisico. Per mantenere il corpo in buone condizioni misero allora del sale nella bara di legno, e poi lo seppellirono nuovamente. Essi preferiscono non divulgare la notizia davanti alle autorità della Russia e il corpo rimane in loco fino al 2002, quando un giovane lama, Bimba Dorzhiev, decide di andare a trovare un vecchio di 88 anni che aveva visto il corpo riesumato Itigilov e che poteva per ciò indicargli dove esso si trovasse.
L'11 settembre del 2002, i suoi resti furono riesumati ancora in presenza, questa volta, di un fotografo, di esperti e di dirigenti del Sangha buddhista russo. La sua salma viene trasferita a Datsan Ivolginsky (oggi una residenza di Hambo Lama), dove è in esame approfondito da parte di monaci, scienziati e patologi. Il rapporto ufficiale afferma che il corpo è "nello stesso stato di qualcuno che è morto da appena 36 ore, molto ben conservato, senza segni di deterioramento, i muscoli non sono sciolti, le membra non sono rigide e la pelle è ancora morbida."
Il corpo d'Itighelov non è mai stato imbalsamato né mummificato.
Sembra anzi, addirittura, che il suo cadavere sia ancora sanguinante quando viene leso.
Il 23 aprile 2003, la conferenza dei buddisti russi ha dichiarato il corpo di Dashi-Dorzho Itighelov reliquia del buddismo russo; in questa occasione, fu posta anche la prima pietra per un nuovo tempio a lui dedicato: il Itigel Khambyn Ordon.
Dal 2005 il corpo di Itighelov viene tenuto fuori, all'aperto, a contatto con la gente, senza le normali precauzioni di conservazione della variazione di temperatura e umidità.

## Pareri discordanti
I monaci si avvicinano a lui come a una persona viva e gli stringono la mano; il credente fervente pensa che Itigilov stesso sia ancora vivo, ma immerso in una sorta di ibernazione o Nirvana. Secondo le credenze buddhiste, solo i maestri più avanzati possono cadere in uno stato particolare prima della morte e purificarsi in modo tale che il cadavere poi non si deteriori. Alcuni scienziati spiegano lo stato del corpo Itigilov dalla presenza di anormali quantità di bromo, trovate nei tessuti e nei muscoli.
Il parere di Vladislav L. Kozeltsev, esperto del centro di tecnologie biomediche e responsabile del corpo di Lenin († 1924) quando fu presentato nella Piazza Rossa, a Mosca.

"Il sale nella bara potrebbe aver rallentato il processo di degrado del corpo, ma non può da solo spiegare la conservazione del lama. Altri fattori, possono essere il suolo e le condizioni della bara".

Ha anche detto che Itighelov possa soffrire di una mancanza del gene responsabile della rottura della struttura cellulare del corpo dopo la morte. E aggiunge: "Non si può neanche escludere un qualche processo segreto d'imbalsamazione".